# Helique (satélite)
Helique é um pequeno satélite natural do planeta Júpiter com apenas 4 km de diâmetro.